# Judit Bar-Ilan
Judit Bar-Ilan, יהודית בר-אילן (1958-16 de julio de 2019) fue una matemática y gestora de la información, profesora de ciencias de la información en la Universidad Bar Ilan de Israel.

## Campos de investigación
Sus campos de investigación se centraron en la informetría, la búsqueda y recuperación de información, la búsqueda por internet y la conducta informacional. Llevó a cabo estudios relacionados con aspectos cuantitativos de la información académica —publicaciones, citaciones, revisión por pares— y también referentes a las altmetrics, buscando vías alternativas a la evaluación del impacto y la visibilidad de las publicaciones académicas.
Participó en el proyecto de la Comisión Europea ACUMEN (Academic Careers Understood through Measurement and Norms) del año 2010 que tenía por objetivo «estudiar y proponer formas de medir la productividad y el rendimiento de los investigadores más amplias y alternativas». En este proyecto colaborativo de nueve instituciones académicas, Bar-Ilan intervino en la elaboración de los portafolios curriculares, como por ejemplo el suyo propio, insistiendo en la vertiente de dar más relieve a las almetrics.

## Premios y reconocimientos
Su tarea tanto en la información como en la cienciometría y la bibliometría fue reconocida en 2017 con el otorgamiento de la Medalla Derek de Solla Price.

## Publicaciones
- Bar-Ilan, J. "Which h-index? — A comparison of WoS, Scopus and Google Scholar"Scientometrics, 2007;74 (2)ː2557-271 DOI: 10.1007/s11192-008-0216-y.
- Bar-Ilan, J. "Informetrics at the beginning of the 21st century—A review" Journal of Scientometrics.2008;2 (1)ː1-52. DOI: 10.1016/j.joi.2007.11.001.
- Bar-Ilan, J.; Beaver D. "Non-cryptographic fault-tolerant computing in constant number of rounds of interaction"  Proceedings of the eighth annual ACM Symposium on Principles of distributed computing. 1989; 201-209. DOIː10.1145/72981.72995.
- Aguillo, I. F.; Bar-Ilan, J.; Levene, M.; Ortega, J. L. "Comparing university rankings". Scientometrics 2010; 85 (1)ː 243-256. DOI: 10.1007/s11192-010-0190-z
- Bar-Ilan, J. "Search engine results over time: A case study on search engine stability"Cybermetrics; 1989/9; 2/3 (1)ː 1
- Bar-Ilan, J. "Data collection methods on the Web for infometric purposes—A review and analysis". Scientometrics 2001; 50 81)ː 7-32. DOI: 10.1023/A:1005682102768
- Bar-Ilan J. "Informetrics". Dins deː Encyclopedia of library and information sciences, coord. per Marcia J. Bates. Boca Ratton . CRC, 2010. p. 2755-2764. ISBN 9780849397127.